# 宝塚インターチェンジ
宝塚インターチェンジ（たからづかインターチェンジ）は、兵庫県宝塚市にある、中国自動車道上のインターチェンジ。吹田JCTから17km地点。バスストップも併設している。

## 概要
宝塚市や伊丹市・尼崎市・西宮市北部の名塩方面へ行く時に便利である（ただし京都方面から尼崎市の中心部へ行く場合は、名神高速道路の尼崎ICの方が便利）。大阪側からは最初の、北九州側からは最後のフルインターチェンジでもある。
昭和40年代と平成一桁年代に、当インターチェンジと阪神高速道路を結ぶ縦断路線（武庫川線・阪神間南北線）が計画されたことがあるが、いずれの計画も建設の目途がたたぬまま立ち消えとなっている。

## 道路

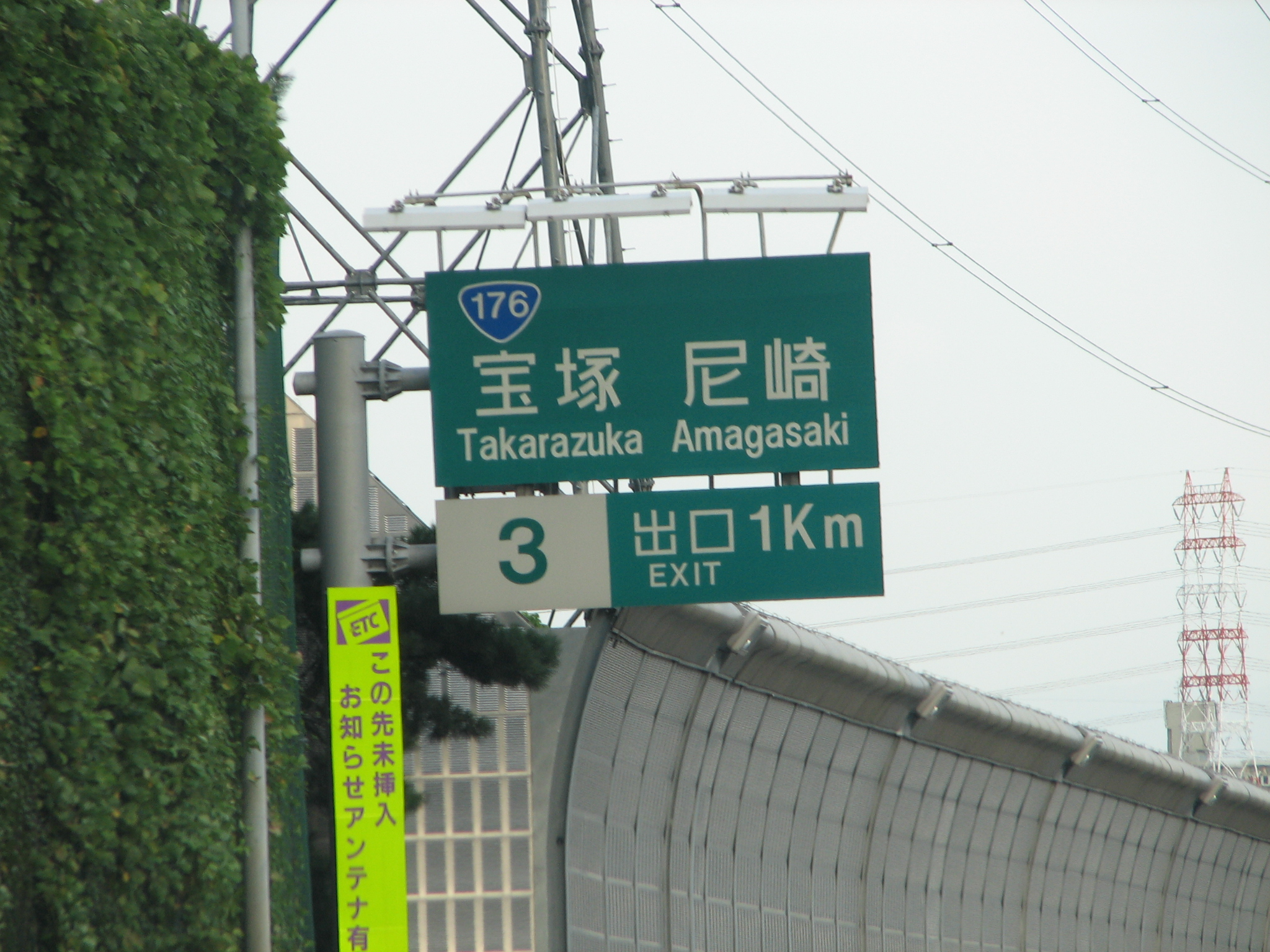
案内板

- E2A 中国自動車道（3番）

## 接続する道路
- 国道176号
  - ナビなどでは、宝塚 尼崎 川西方面と案内もされる。また、実際に出口料金所を越えてから、←川西 ↑尼崎 宝塚 という看板がある。
- 兵庫県道42号尼崎宝塚線 （尼宝線）

## 料金所
- ブース数：12

### 入口
- ブース数：4
  - ETC専用：2
  - ETC・一般：1
  - 一般：1
- 時間帯により、ETC専用レーンは、ETC・一般に変更になる場合がある。

### 出口
- ブース数：8
  - ETC専用：4
  - ETC・一般：2
  - 一般：2

## 歴史
- 1970年7月23日：中国豊中IC - 宝塚IC間開通。
- 1974年6月4日：青葉台問題により、宝塚IC - 西宮北IC開通の目途が立たなくなっていたため、同区間に生瀬・尼子仮出入口を設置、宝塚IC - 生瀬仮出入口は現在の上り線を、尼子仮出入口 - 西宮北ICは現在の下り線を使っての対面通行で暫定供用された。また二つの仮出入口間は、一般道を介す形になっていた。
（国土画像観覧システム昭和49年度版より）
- 1975年10月16日：宝塚IC - 西宮北IC間開通。
同区間の供用に伴い二つの仮出入口は閉鎖、また対面通行も解消され、中国池田IC - 西宮北ICが上下線共に3車線となった。
- 2023年：尼崎宝塚線の4車線化に伴い、尼崎方面から料金所までのオンランプを立体交差化。[1]

## バス停留所
料金所そばに高速バス専用のバス停留所が設けられている。停留所設備は高速道路外に設けられており、停車するバスはいったん料金所を出て乗客扱いを行う形になる。

### 停車する路線
| のりば     | 方面   | 愛称                 | 会社名                               | 行先                                                                                   | 備考                                         |
| ---------- | ------ | -------------------- | ------------------------------------ | -------------------------------------------------------------------------------------- | -------------------------------------------- |
| 料金所外側 | 上り線 | 降車専用             | 降車専用                             | 降車専用                                                                               | 降車専用                                     |
| 料金所外側 | 下り線 | 中国ハイウェイバス   | 西日本JRバス・神姫バス               | 加東（社（車庫前））                                                                   | 急行便                                       |
| 料金所外側 | 下り線 | 中国ハイウェイバス   | 西日本JRバス・神姫バス               | 西脇（西脇市役所）                                                                     | 急行便                                       |
| 料金所外側 | 下り線 | 中国ハイウェイバス   | 西日本JRバス・神姫バス               | 加西（北条（アスティアかさい））                                                       | 急行便                                       |
| 料金所外側 | 下り線 | 中国ハイウェイバス   | 西日本JRバス・神姫バス               | 津山（津山駅）                                                                         | 急行便のみ                                   |
| 料金所外側 | 下り線 | 大阪 - 舞鶴線        | 日本交通 (大阪府)・京都交通          | 舞鶴（西舞鶴駅・東舞鶴駅・舞鶴営業所）                                                 | 梅田発着便のみ                               |
| 料金所外側 | 下り線 | 大阪 - 宮津線        | 阪急バス・丹後海陸交通               | 宮津（宮津駅・天橋立駅）・京丹後（峰山駅・丹海峰山車庫）                               |                                              |
| 料金所外側 | 下り線 | 大阪 - 城崎温泉線    | 阪急観光バス・全但バス               | 豊岡（豊田町・城崎温泉駅）                                                             |                                              |
| 料金所外側 | 下り線 | 大阪 - 湯村温泉線    | 全但バス                             | 新温泉（湯村温泉・浜坂駅）                                                             |                                              |
| 料金所外側 | 下り線 | 山陰特急バス         | 日本交通 (大阪府)・日本交通 (鳥取県) | 鳥取（鳥取駅）                                                                         | なんば発着便のみ                             |
| 料金所外側 | 下り線 | 山陰特急バス         | 日本交通 (大阪府)・日本交通 (鳥取県) | 倉吉（倉吉駅・倉吉バスセンター・中央自動車学校）                                       |                                              |
| 料金所外側 | 下り線 | 山陰特急バス         | 日本交通 (大阪府)・日本交通 (鳥取県) | 米子（米子駅・米子営業所）                                                             | なんば発着便のみ                             |
| 料金所外側 | 下り線 | くにびき号           | 阪急バス・阪急観光バス・一畑バス     | 松江（松江駅）・出雲（出雲市駅）                                                       |                                              |
| 料金所外側 | 下り線 | 大阪 - 新見・三次線  | 阪急バス・阪急観光バス・備北バス     | 津山（津山北BS）・新見（中国新見）・庄原（東城・庄原IC）・三次（三次駅・たび館三次前） | 庄原・三次発着便は阪急バス・阪急観光バス運行 |
| 料金所外側 | 下り線 | みよしワインライナー | 中国バス                             | 庄原（東城・庄原IC）・三次（三次駅・三次車庫）                                         |                                              |
| 料金所外側 | 下り線 | よさこい号           | （阪急バス）・とさでん交通           | 高知（高知駅バスターミナル・はりまや橋・桟橋高知営業所）                               | 夜行便のみ                                   |

### バス停へのアクセス
- 宝塚市立病院前（宝塚インター前）（国道上）バス停から徒歩約2 - 3分
  - 阪急バス72系統・75系統・76系統・77系統・81系統・83系統・183系統
  - 阪神バス宝塚甲子園線
- 阪神バス杭瀬宝塚線・尼崎宝塚線（宝塚線） 小浜バス停から徒歩約7 - 8分

上手く利用すれば、高速バスと路線バスをこの停留所で乗り継いで伊丹空港へアクセスすることができる・

## 周辺
- 宝塚大劇場
- 宝塚ガーデンフィールズ
- 宝塚市立手塚治虫記念館
- 昆陽池公園
  - 伊丹市昆虫館
- 荒牧バラ公園
- 容住寺
- 宝塚郵便局
- エディオン宝塚店
- ヤマダデンキテックランド宝塚店（南東へ車3分[3])
- イオンモール伊丹昆陽
- 宝塚市立病院 - 二次救急医療機関。
- 阪急バス宝塚営業所
- 阪神競馬場

## 隣
E2A 中国自動車道
(2) 中国池田IC - (3) 宝塚IC - 西宮名塩SA- (4) 西宮山口JCT - (5) 西宮北IC